# Dorian Gregory
Dorian Gregory (n. 26 ianuarie 1971) este un actor american.

## Filmografie
| An        | Film                                         | Rol                           | Note                       |
| --------- | -------------------------------------------- | ----------------------------- | -------------------------- |
| 1991      | Baywatch                                     | Man in the Audience           | Serial TV (1 episod)       |
| 1992      | Stop! Or My Mom Will Shoot                   | Driver for 'Moore' At Airport | Necreditat                 |
| 1992      | Honey, I Blew Up the Kid                     | US Marshal Officer            | Necreditat                 |
| 1995      | Sister, Sister                               | Delivery Man                  | Serial TV (1 episod)       |
| 1995      | Hope & Gloria                                | Olandezl                      | Serial TV (1 episod)       |
| 1995      | Beverly Hills, 90210                         | Guard                         | Serial TV (1 episod)       |
| 1995      | Too Something                                | Gym Guy                       | Serial TV (1 episod)       |
| 1995      | The Barefoot Executive                       | Doctor                        | Serial TV                  |
| 1995      | Living Single                                | Mountie Robeson               | Serial TV (1 episod)       |
| 1996      | The Steve Harvey Show                        | Derek                         | Serial TV (1 episod)       |
| 1997      | The Apocalypse                               | Lieutenant                    | Film                       |
| 1997      | Just Write                                   | Valet At The Mansion Party    | Film                       |
| 1996–1997 | Baywatch Nights                              | Diamont Teague                | Serial TV (22 de episoade) |
| 1997      | Lois & Clark: The New Adventures of Superman | SWAT Commander                | Serial TV (1 episod)       |
| 1996–1997 | Hangin' with Mr. Cooper                      | Norman                        | Serial TV (2 episoade)     |
| 1997      | Pacific Blue                                 | Rober Quest                   | Serial TV (1 episod)       |
| 1998      | Prey                                         | Karl Hunter                   | Serial TV (1 episod)       |
| 1998      | Moesha                                       | Darnell                       | Serial TV (1 episod)       |
| 1999      | 3rd Rock from the Sun                        | Byron                         | Serial TV (1 episod)       |
| 2003      | Deliver Us from Eva                          | Lucius Johnson                | Film                       |
| 2003      | Girlfriends                                  | Robert                        | Serial TV (1 episod)       |
| 2004      | NCIS                                         | Local Police Detective        | Serial TV (1 episod)       |
| 1998–2005 | Charmed                                      | Darryl Morris                 | Serial TV (69 de episoade) |
| 2005      | The Bad Girl's Guide                         | Ray                           | Serial TV (1 episod)       |
| 2005      | Getting Played                               | Darrel                        | Film TV                    |
| 2008      | Las Vegas                                    | Agent Miller                  | Serial TV (1 episod)       |
| 2008      | Show Stoppers                                | Dance Showdown Host           | Film                       |

| An        | Film                                         | Rol                  | Note                  |
| --------- | -------------------------------------------- | -------------------- | --------------------- |
| 1993      | Story Of A People                            | El însuși (gazdă)    | Miniserial TV         |
| 1996      | 65th Annual Hollywood Christmas Parade       | El însuși (gazdă)    | TV                    |
| 2003-2006 | Soul Train                                   | El însuși (gazdă)    | TV                    |
| 2003      | The Other Half                               | El însuși (co-gazdă) | Serial TV (1 Episode) |
| 2004      | The 18th Annual Soul Train Music Awards      | El însuși (gazdă)    | TV                    |
| 2005      | Charmed: Access All Areas                    | El însuși (gazdă)    | TV Special            |
| 2005      | The 19th Annual Soul Train Music Awards      | El însuși (gazdă)    | TV                    |
| 2005      | The 8th Annual Soul Train Christmas Starfest | El însuși (gazdă)    | TV                    |
| 2006      | In the Mix                                   | El însuși            | Serial TV (1 episod)  |
| 2008      | Life on the Road with Mr. and Mrs. Brown     | Himself              |                       |